# Maffei II
Maffei II (Maffei 2, UGCA 39) – galaktyka spiralna z poprzeczką w gwiazdozbiorze Kasjopei. Odkrył ją w 1968 Paolo Maffei wraz z Maffei I.
Paolo Maffei zaobserwował w podczerwieni obiekt w obszarze IC 1805 (Mgławica Serce) i zasugerował, że w tym regionie mogą się znajdować przesłonięte galaktyki. Oba obiekty zostały wcześniej skatalogowane jako mgławice emisyjne przez Stewarta Sharplessa w jego Katalogu Obszarów H II opublikowanym w 1959 roku (numery 191 i 197). Dopiero później zdano sobie sprawę, że są to galaktyki znajdujące się wiele milionów lat świetlnych za mgławicami Serce i Dusza.
W latach 1971–1973 dwie grupy kierowane przez Hyrona Spinrada potwierdziły, że oba obiekty są galaktykami.
Obecnie wiadomo, że Maffei II należy do Grupy Maffei.

Obszar, na którym znajdują się galaktyki Maffei I i Maffei II (WISE)